# 피에르 앙드레 드 쉬프렌
피에르 앙드레 드 쉬프렌 드 생트로페(Pierre André de Suffren de Saint Tropez, 1729년 7월 17일 - 1788년 12월 8일) 프랑스의 제독이자 백작. 그는 14세기 루카에서 이주했다고 주장한 프로방스의 귀족 가문의 우두머리 생트로페 후작의 3남으로 현재 프랑스의 주인 부슈뒤론주의 엑상프로방스 근교 생카나(Saint-Cannat)의 집에서 태어났다. 쉬프렌의 가장 유명한 그의 전역(campaign)은 18세기 후반 인도양에서 지배권을 확립했던 영국의 에드워드 휴스(Edward Hughes) 경 해군 중장과 해상 패권을 둘러싼 격렬한 전투를 우세한 방향으로 이끌어 영국 해군을 두려움에 떨게한 것으로 알려져 있다.

## 초기 해군 경력
프랑스 남부 귀족의 어린 자제들에게는 성직에 취임하는 것을 제외하면, 프랑스 해군에 입대하여 몰타 기사단에 가입하는 것이 당연한 진로였다(쉬프렌도 기사단에서 Bailli de Suffren의 칭호를 얻었다.). 몰타 기사단과 옛 프랑스 왕국해군과의 관계는 긴밀해서 피에르 앙드레 드 쉬프렌은 양친의 의향에 따라 양쪽에 속하게 되었다. 1743년 10월, 폐쇄적이며 귀족적인 해군장교의 세계에 사관후보생(midshipman;garde de la marine)으로 들어가, 1744년의 툴롱에 참가하여 전열함 소리드(Solide)에 탑승했다. 그 후, M.마스네마라(Macnémara) 전대(squadron)의 포리느(Pauline)에 탑승해 서인도 제도로 향했다.
1746년, 케이프브레튼섬의 탈환을 목표로 한 당빌 공작(Duc D'Anville's)의 침공작전에 참가했으나, 이 무모한 행동은 난파와 역병 때문에 실패했다. 다음해 1747년, 비스케이만에서 프랑스 선단의 호송중에 영국 해군의 호크 제독(Hawke)의 포로가 되었다. 전기(傳記)작가 퀴나(Cunat）는 이때 쉬프렌은 영국 해군의 불손하지만 적극성을 알게 되었다고 전해진다. 1748년 강화가 이루어진 후, 몰타 기사단의 갤리선에 의한 항해- 전문적인 용어로 "캐러반"(caravans)이라고 부르기도 한다-에 참가하기 위해 몰타로 건너갔다. 이것은 예전 기사단이 순례를 호위하여 생 장 다크르에서 예루살렘까지 여행하는 것을 재현한 것이었다. 쉬프렌의 시대 이 항해는 거의 그리스 섬들을 돌아다니는 평화적인 여행에 불과했으나, 북아프리카의 교활한 바르바리 제국(Barbary states)의 해적 행위를 억제하는 목적을 겸하기도 했다.

## 7년 전쟁과 그 후

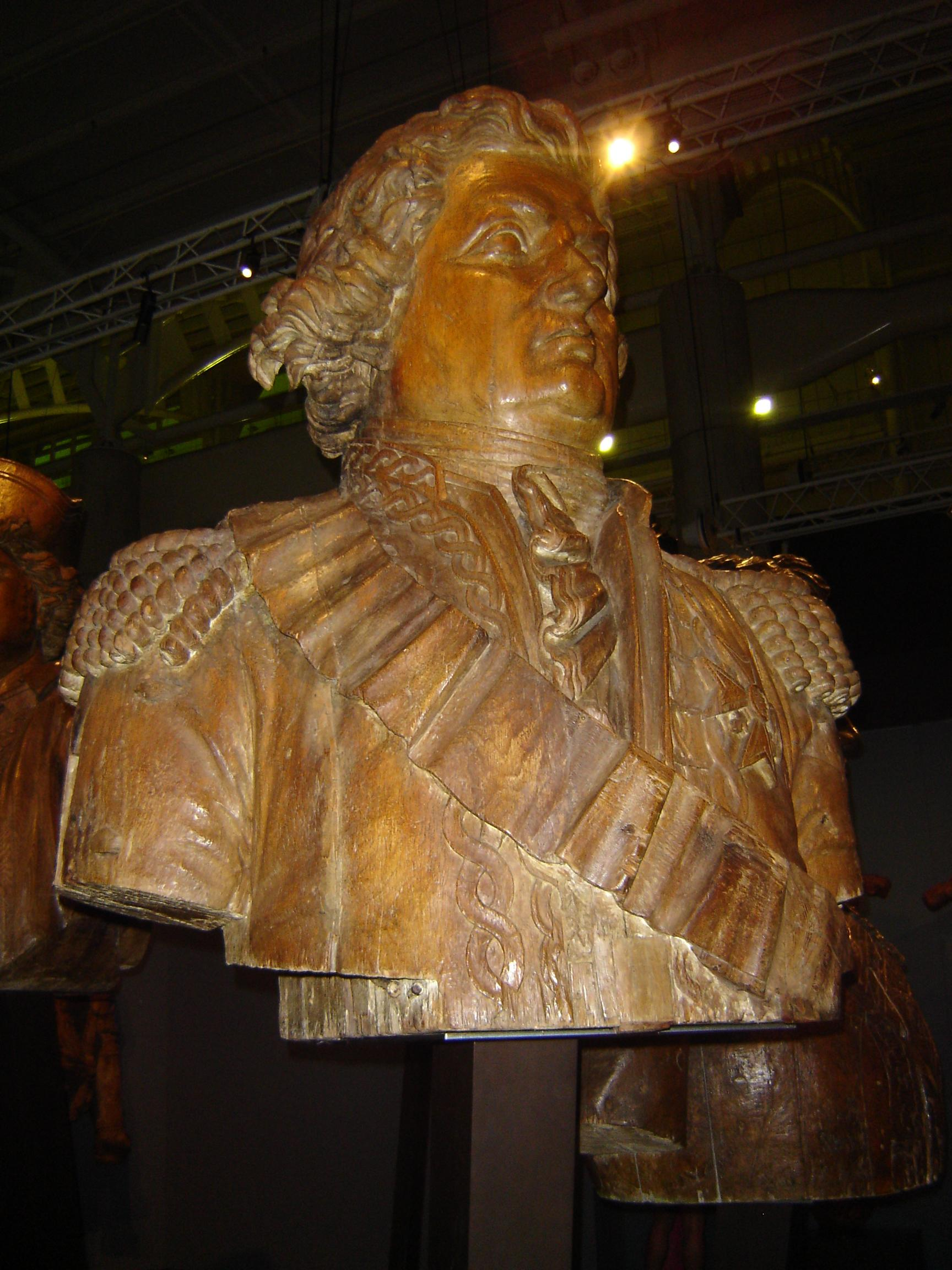
19세기 프랑스 군함에 장식된 쉬프렌의 조각상

7년 전쟁기간 쉬프렌은 행운이 생겨 군함 오르페(의 장교로써 영국의 빙제독(Admiral Byng)과의 전투에 참가한 일이 벌어졌다. 이 해전은 전술적으로 양측의 피해가 발생했지만, 적어도 프랑스의 패배는 아니었고, 전략적으로 메노르카섬의 영국군 요새의 항복을 얻어냈다. 그러나 1759년의 라고스(Lagos)에서 쉬프렌은 탑승함 오세앙(Océan)과 더불어 보스코언(Boscawen)의 포로가 되었다. 1763년 7년 전쟁이 종결되자 쉬프렌은 다시 기사단의 캐러반에 참가해 좀 더 높은 지위로 올라서 유리한 지위를 얻을것이라고 생각했다. 그러나, 그는 카멜레옹(Caméléon)이란 이름을 가진 지벡(xebec)-지중해 특유의 정사각형 배에 큰 삼각형 돛을 갖고 있는 배-의 지휘를 맡게되어, 바르바리 해적(Barbary pirates)에 대항하기 위한 순항을 하는 것은 못했다.
1767년부터 1771년에 걸쳐, 스스로 캐러반을 실행해, 기사단에서 기사에서 지휘관의 지위로 승진했다. 이때부터 아메리카 독립전쟁의 개시까지, 프랑스 정부가 이 장교에게 실습 체험을 주는 목적으로 설치한 새로 건조한 전대에서 함을 지휘했다. 배를 조종하는 그의 기력과 능력은 상관들로부터 크게 극찬받았다. 쉬프렌은 18세기 프랑스 해군의 최고 지휘관이라고 불리게 되었다

## 영국을 상대로 한 작전（1770년대-1780년대）
1778년과 1779년에 쉬프렌은 아시아-아메리카 방면 해군중장（Vice-Amiral ès Mers d'Asie et d'Amerique）데스탱 제독(D'Estaing) 휘하에서 전대(squadron)의 일부를 구성해 북아메리카 연안 및 서인도 제도의 작전에 종사했다. 그는 직접 전대를 이끌고, 영국의 존 바이런 제독과 그레나다 해안에서 교전했다. 이 전투에서 쉬프렌의 함 팡타스크(Fantasque)(64문)는 62명을 잃었다. 그가 데스탱 제독에게 보낸 편지에는 데스탱 제독의 우유부단한 전투 방법에 강한 불만을 가지고 있다는 것을 알려주고 있다.
1780년 군함 젤(Zèle)의 함장이 된 쉬프렌은 프랑스-스페인 연합함대의 일원으로 대서양에서 가장 큰 영국 수송선단을 나포했다. 그의 상사인 루이스 데 코르도바 이 코르도바(Luis de Córdova y Córdova)에 대한 솔직함은 데스탱의 의견서에 의해 쉬프렌에게 불리하게 움직이는 일은 없었다.
쉬프렌이 5척의 전열함으로 이루어진 전대를 지휘하며 프랑스와 스페인에게 우방인 네덜란드를 도와 예측된 영국의 공격에서 희망봉을 지키고, 그 후 동인도에 진출하는 임무에 발탁된 것은 데스탱 제독의 조언에 의한 것이 크다는 말이 있다.

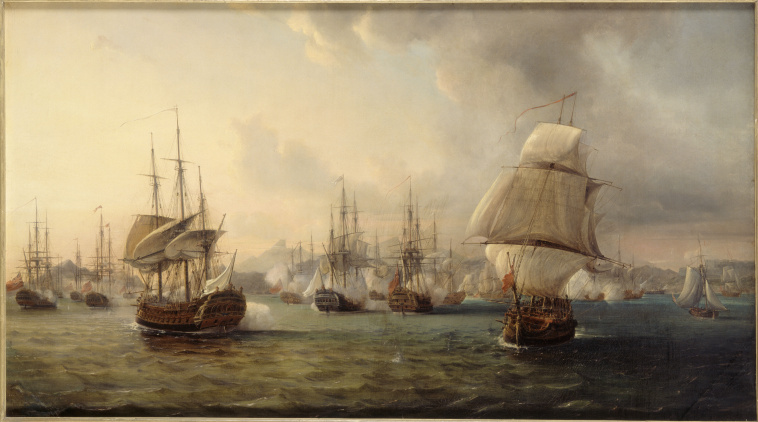
포르토 프라야 해전

3월 22일, 쉬프렌은 브레스트에서 프랑스 제독 중에서 그에게 특이한 지위를 선사하게 해줄 항해를 위해 출범했다. 이것은 또한 해상에서 지휘관으로써 제1급의 존재라고 할 수도 있다. 쉬프렌의 원래 특징은 유능하면서도 열혈한이라는 것이다. 바로 이전의 2개의 전쟁에서 조국의 해군에게 내려진 재앙은 쉬프렌도 알고 있었고, 부적절한 관리와 겁먹은 지휘에 기인한 것이기도 해, 그는 그 명예를 되찾기 위한 열렬한 열망을 안고 있었다 쉬프렌은 경험뿐만 아니라 그 기질에서 동료들의 방식– 프랑스 해군은 영국의 배를 빼앗는 것보다도 자신들의 배를 보전하는 것이 제일이라고 생각한다-을 인내하지 못했다. 쉬프렌은 프랑스의 세력을 원래대로 되돌리는 것은 무리지만, 성공을 계속 쌓는다면 조국이 명예스런 강화를 실현시킬 것을 희망했다. 1781년 4월16일, 포르투갈령 카보베르데제도(Cape Verde Islands)의 포르토 프라야의 정박지에서 그는 희망봉을 향하던 조지 존스턴(George Johnstone;1730-1787) 준장-일반에게는 "총독"으로 알려져 있다-이 이끄는 영국 함대를 발견했다.
라고스 해전때, 보스카웬이 포르투갈의 중립을 조금도 존중하지 않았다는 것을 알았던 쉬프렌은 바로 공격을 개시했다. 이 포르토 프라야 해전(Battle of Porto Praya)에서 쉬프렌은 여러 가지 지원을 얻지 못하는 상황에서 자신들의 피해와 거의 같은 상처를 상대에게 입혀, 영국에 대해 그들이 지금까지 알고 있었던 프랑스 제독과는 크게 다른 타입의 군인을 상대하게 되었다는 것을 알게 하였다. 그는 희망봉까지 추격해 존스턴에 의한 점령을 저지하였고, 프랑스가 보유하던 일 드 프랑스(Ile de France;모리셔스(Mauritius)에 진출했다. 쉬프렌의 상관이던 Ｍ.도르브(D'Orves)가 지휘하는 11척의 전열함으로 이루어진 연합 함대로 벵골만을 향하던 도중에 사망했다.

### 영국의 에드워드 휴스 경과 벌인 전투

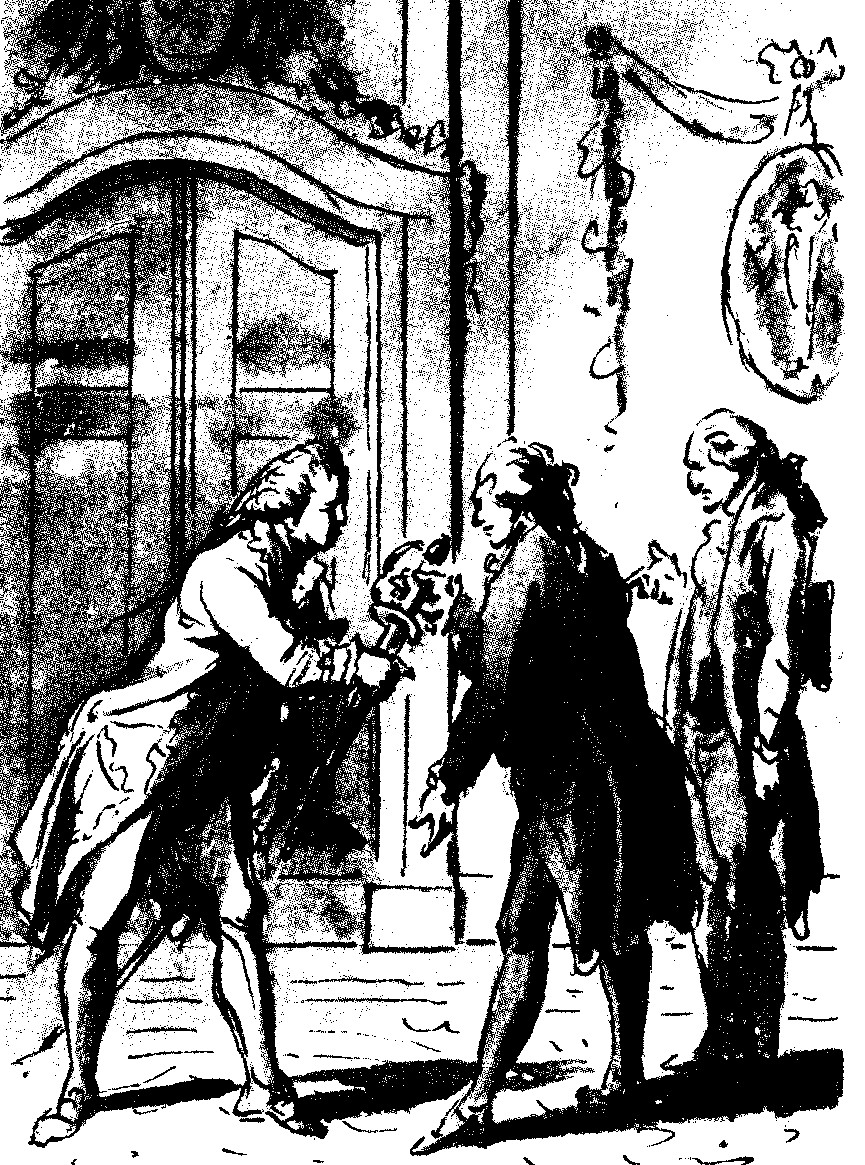
1784년 외교관 마테위스 레스테베논(Mattheus Lestevenon)과 헤라르트 브란천(Gerard Brantsen)이 해군 중장(vice-admiral) 피에르 앙드레 바이 드 쉬프렌 드 생트로페(Pierre André Bailly de Suffren de Saint Tropez)에게 황금 검(golden sword)을 선물한다.

쉬프렌이 영국 해군의 에드워드 휴스 경 제독(1720년? – 1794년）과 사이에서 벌어진 일련의 전투는 교전의 숫자와 격렬함으로 유명하다. 1782년에는 4번의 해전이 벌어졌다. 2월 17일의 사드라스 해전(Battle of Sadras)는 마드라스의 남쪽, 4월 12일의 프로비딘 해전(Battle of Providien)은 트링코말리 부근, 7월 6일의 네가파탐 해전(Battle of Negapatam (1782))는 쿠달로르에서 그리고 9월 3일 트링코말리항구 부근에서 벌어진 트링코말리 해전이 마지막이었다. 네가파탐 해전 후에는 트링코말리 정박지를 포위해, 소규모 영국 주둔부대를 항복으로 몰아넣었다. 이러한 머지않은 전투에서도 쉬프렌은 에드워드 휴스 경에 의해 1척도 잃지 않았고, 또한 나포도 되지 않았다. 쉬프렌은 모든 상황에서 왕성한 의욕을 갖고 공격에 나섰다. 만약 부하 함장의 일부가 그의 명령에 따르지 않았다 하더라도 그는 의심의 여지없이 다른 형태의 승리를 얻었을 것이다. 무엇보다도 그는 함의 보수를 할 수 있는 항구의 원조없이 함대전력을 유지했고, 또한 자력으로 트링코말리의 정박지를 확보했던 것이다.
쉬프렌의 활동은 영국의 동인도 회사와 싸웠던 하이데르 알리(Hyder Ali)에게 용기를 주었다. 쉬프렌은 자신의 본래 목적은 에드워드 휴스의 함대를 무력화 시키는 것이기에 뷔시(Bussy) 지휘하에 출동한 군대의 호송을 위해 일 드 프랑스로 돌아가는 것을 거부했다. 북동(north-east)의 몬순의 시기에는 그는 일 드 프랑스에 돌아가기 위해 수마트라섬의 말레이(Malay) 항구에서 보수(refitted)를 벌였고, 1783년의 남서 몬순때 귀환했다. 하이데르 알리는 죽었지만, 그의 아들 티푸 술탄(Tippoo Sultan)은 아직 동인도 회사와 전투를 계속했다. 뷔시의 군대가 상륙했으나, 그 후 작전 수행이 완만하게 이루어져, 쉬프렌의 행동에 큰 방해가 되는 결과가 되었다. 이런 상황하에 그는 휴스와 최후의 전투를 벌였다. 1783년 4월 20일에 벌어진 이 쿠달로르 해전 (1783년)(Battle of Cuddalore (1783))은 15척의 함선으로 18척에게 맞서는 것으로, 영국 제독을 상대로 쿠달로르를 포위중인 육군을 극히 위험한 상태에 놓이게 한 상태로 마드라스로 후퇴하게 만들었다. 여기서 유럽에서 강화가 이루어졌다는 뉴스가 도착해 전투는 종료되었다. 그리고 쉬프렌은 프랑스로 귀국하게 되었다.

## 유산
쉬프렌은 부하 함장들의 일부 충성과 조력의 부족으로 인해 행동의 대부분을 방해받았다. 자신의 천성이 격렬한 때에는 자신을 잃어버리는 일도 있었다. 그런데도 피로를 알 수 없는 활력과 풍부한 자질, 거기에 해전에서의 성공은 적을 격파해야만 얻는 것이라는 사실을 완전히 이해했다. 이것은 쉬프렌을 경시할 수 없게 만들뿐만 아니라 상대에게 있어 두려운 적이 되었다. 쉬프렌의 성공이 지속된 것은 당시 프랑스 해군 지휘관이 벌이던 것과는 정반대의 행동에 의해서였다. 프랑스군의 방침에서 해군의 활동은 육군의 활동에 종속된 것이었으나, 쉬프렌은 모국에서 멀리 떨어진 해외에서 벌어진 전쟁에서 즉, 바다를 제압하는 자가 지상전의 지원에도 커다란 이점을 얻을 수 있다는 것을 이해했다.
이 일련의 전투에서 프랑스군의 적극성과 초기 성공은 영국 최고사령부가 캐나다에서 편성중이던 육상부대를 태운 함대의 목적지를 아메리카 식민지로부터 인도의 반란지역으로 변경시킨 원인이 되었고, 아메리카 식민지군의 눈부신 승리로 맺어지게 되었다. 쉬프렌의 항해는 세계사에 주요 사건중에서도 가장 중요한 전투 중 하나가 되었다.

## 죽음
쉬프렌은 귀환 도중 보급을 위해 희망봉에 들렀지만, 역시 같은 이유로 귀국하려던 배 수 척이 기항해 이들 함장들이 그를 기다렸다. 쉬프렌은 편지 속에서 그들로부터 받은 칭찬이 기타 다른 찬사보다도 즐거웠다고 이야기 했다. 프랑스에서도 열광적으로 그를 맞이했다. 1781년 모두가 찬성하여, 도비니 백작(Comte d'Aubigny)의 후임으로 프랑스 해군 중장(vice-admiral of France)이 되었다. 또한 부재 중에 몰타 기사단에서 지위도 바이(bailli)까지 올라서게 되었다.
쉬프렌의 죽음은 너무나 뜻밖이었다. 그때 쉬프렌은 브레스트에 집결한 함대의 지휘를 맡을 예정이었다. 공식 사인은 뇌졸중이었으나, 그가 매우 비만인 남자였기 때문에 의문시되는 일은 없었다. 그러나 사후 몇 년이 지난 뒤 그가 베르샤유궁의 공원에서 결투로 인해 죽었다는 소문이 일어났으며 결투 상대로는 여러 이름이 거론되었다.

## 더 읽어보기
- Engraving by Mme de Cernel after an original by Gerard.
- Histoire du Bailli de Suffren by Ch. Cunat (1852년).
- Journal de Bord du Bailli de Suffren dans l'Inde, M. Mores편, 1888년간행.
- Captain Mahan's Sea Power in History.
- Mais qui est le bailli de Suffren Saint-Tropez ? Charles-Armand Klein - Mémoires du Sud - Editions Equinoxe, 2000년.

- 본 문서에는 현재 퍼블릭 도메인에 속한 브리태니커 백과사전 제11판의 내용을 기초로 작성된 내용이 포함되어 있습니다.